# Ловеч (община)
Ловеч (болг. Община Ловеч) — община в Болгарии. Входит в состав Ловечской области. Население составляет 63 474 человека (на 21.07.05 г.).

## Состав общины
В состав общины входят следующие населённые пункты:
1. Абланица
2. Александрово
3. Баховица
4. Брестово
5. Болгарене
6. Владиня
7. Горан
8. Горно-Павликене
9. Гостиня
10. Деветаки
11. Дойренци
12. Дренов
13. Дыбрава
14. Изворче
15. Йоглав
16. Казачево
17. Кыкрина
18. Лешница
19. Лисец
20. Ловеч
21. Малиново
22. Прелом
23. Пресяка
24. Радювене
25. Скобелево
26. Славяни
27. Слатина
28. Сливек
29. Смочан
30. Соколово
31. Стефаново
32. Тепава
33. Умаревци
34. Хлевене
35. Чавдарци